# Адам Шлезінгер
Адам Лайонс Шлезінгер (31 жовтня 1967 р. — 1 квітня 2020 р.) — американський пісняр, звукорежисер і мультиінструменталіст. Володар трьох нагород «Еммі», премії «Греммі» та премію поп-музики ASCAP, і номінант на здобуття премій «Оскар», « Тоні» та « Золотий глобус».
Він був одним із засновників гуртів Fountains of Wayne Ivy, та Tinted Windows, а також був автором композицій та продюсером синті-поп-дуету, заснованого в Брукліні, Fever High . Шлезінгер виріс у Манхеттені та в Монклері, Нью-Джерсі. Він помер під час пандемії коронавірусу у 2019–20 роках через ускладнення, спричинені COVID-19 .

## Раннє життя
Шлезінгер народився в Нью-Йорку, син Барбари «Боббі» (Бернталь), публіцистки, і Стівена Шлезінгер. Виріс у Манхеттені та Монклер, штат Нью-Джерсі, і відвідував середню школу Монклара . Отримав ступінь бакалавра мистецтв у Вільямс-коледжі.
Шлезінгер був двоюрідним братом Джона Бернталя, актора, відомого своїми ролями в телесеріалі «Ходячі мерці» та «Каратель / Замок Френка» у « Смерделі» та "Каратель " Netflix . Він був онуком Мюррея Бернталя (1911—2010), музиканта і продюсера, який довго працював у Сіракузах, Нью-Йорк .

## Творча діяльність

### Фільми
Шлезінгер є автором пісень до багатьох американських кінофільмів, зокрема титульної пісні «That Thing You Do!» американської музичної комедії «Те, що ти робиш!», пісні «Майстер морів» («Master of the Seas») мультфільму «Льодовиковий період: континентальний дрейф», яку виконали Дженніфер Лопес, Пітера Дінклаге та інших. Серед інших фільмів з музикою Шлезінгера — романтична комедія «Музика і тексти» , «Любов зла», «Роботи», «Дещо про Мері», «Я, знову я та Ірен», «Джозі і кішечки», «Дуже страшне кіно», «Таємниця школи мистецтв», «Лихоманка», «Маньчжурський кандидат» , «Країна»; «Кохання з повідомленням» , та інші.

### Театр
Шлезінгер та виконавчий продюсер американського ток-шоу The Daily Show Девід Джавербаум написали пісні для театральної версії фільму «Плаксій». Вистава дебютував у театрі міста Ла Хойя, Каліфорнія, у листопаді 2007 року.
Шлезінгер і Джавербаум написали спільну пісню «Я маю віру у тебе» до п'єси Джавербаума «Акт Божий», що була представлена на Бродвеї 28 травня 2015 року.
Шлезінгер та Сара Сільверман співпрацювали над мюзиклом під назвою «Bedwetter» за мотивами однойменної книги. Прем'єра запланована на 10 червня 2020 року.

### Телебачення
Шлезінгер писав музику для церемоній нагородження Тоні 2011 та 2012 рр., Еммі 2011 та 2013 рр., для телепередач «Вулиця Сезам», «Суботнього вечора в прямому ефірі», телесеріалів «Королівський шпиталь», «Клініка», «Пліткарка», «Район Мелроуз»,та інших.

## Нагороди та номінації
Шлезінгер був номінований на премію « Оскар» та « Золотий глобус» у 1997 році за написання заголовного треку фільму «Що ти робиш»!, і ще двох інших пісень до фільму.
Фонтани Уейна були номіновані на дві премії «Греммі» у 2003 році за « Найкращий новий артист» та « Найкраще естрадне виконання» дуетом чи групою з вокалом для " Мама Стейсі ".
У 2008 Шлезінгер та Девід Джавербаум отримали дві номінації Тоні за найкращу музичну та найкращу оригінальну партитуру для мюзиклу Cry-Baby .
У 2009 різдвяний альбом «Колберт Різдво: Найбільший подарунок усіх!» музику якого писали Шлезінгера та Джавербаума, здобув премію «Греммі» в номінації "найкращий комедійний альбом ".
Тричі здобував премію Еммі — у 2012 (пісня «It's Not Just for Gays Anymore»), 2013 (пісня «If I Had Time»), і в 2019 — перемогу принесла пісня «Antidepressants Are So Not a Big Deal»

## Смерть
1 квітня 2020 року Шлезінгер помер від ускладнень COVID-19 в лікарні в Пафкіпсі, Нью-Йорк, на тлі пандемії коронавірусу в США ; йому було 52. Більш ніж за тиждень до смерті його госпіталізували та помістили на ШВЛ .